# Makrolid
Makrolidi so skupina antibiotičnih učinkovin z velikim laktonskim obročem z več ketonskimi in hidroksilnimi skupinami, ki se vežejo na ribosome ter deluje bakteriostatično in baktericidno.
Med makrolide spadajo tudi nekateri antimikotiki (in sicer polienski antimikotiki), zaviralci imunskega odziva in tudi številni toksični presnovki, ki se tvorijo v nekaterih bakterijah in glivah.

## Predstavniki
- antibiotiki: 
  - eritromicin
  - klaritromicin
  - azitromicin
  - roksitromicin
  - josamicin
  - midekamicin
  - spiramicin
  - tilosin

- polienski antimikotiki:
  - nistatin
  - natamicin
  - amfotericin B

- topični zaviralci imunskega odziva:
  - pimekrolimus
  - takrolimus

- mikotoksini:
  - zearalenon

## Mehanizem delovanja
Prijemališče makrolidnih antibiotikov je ribosomska podenota 50S. S tem preprečijo sintezo beljakovin, saj zavrejo podaljševanje polipeptidne verige. Zavrejo premestitev peptidil-t-RNA iz akceptorskega na donorsko mesto na ribosomu. Tvorba beljakovine se prehitro zaključi in posledica je bakteriostatično delovanje makrolidov.